# ストラスクライド大学
座標: 北緯55度51分42.18秒 西経4度14分30.12秒 / 北緯55.8617167度 西経4.2417000度
ストラスクライド大学（ストラスクライドだいがく、英語: University of Strathclyde, スコットランド語・ゲール語: Oilthigh Shrath Chluaidh）は、英国、スコットランドのグラスゴーにキャンパスを置く国立総合大学である。

## 概要
ストラスクライド大学はスコットランドで3番目に大きな大学で、キャンパスはグラスゴーの中心部に位置し、ジョン・アンダーソン、ジョーダンヒルの2つのキャンパスで構成される。英国内初の工業大学である。2024年のQS世界大学ランキングでは世界276位、スコットランドでは5位であった。オックスブリッジを含む39の長い歴史を持つエリート大学群、39 Old Universitiesの一校である。
英国内最高峰のエンジニアリング設備と質の高い教育を提供している。1796年に前身であるアンダーソニアン学院（Andersonian Institute）が創立され、1964年にロイヤル・チャーターを受けて、現在のストラスクライド大学（University of Strathclyde）となった。
グラスゴーで2番目に古い大学である。年間の研究費予算は400億円を超え、学内での研究活動が非常に盛んであり、国内外問わず学生の注目が高い大学である。入学が困難な大学ランキングで英国内第11位にランクインしている。公式認可を受けた同校のビジネススクールは国内ランキングで常に上位に位置しており、航空宇宙工学部においても常に全英大学ランキングトップ10にランクインしている。2021年11月8日に前アメリカ合衆国大統領バラク・オバマが来校。

## 沿革
ストラスクライド大学の起源は、1796年にジョン・アンダーソン教授の『Useful Learning』を確立するために設立されたアンダーソニアン大学（Andersonian Institute）にまで遡る。設立当時は社会に出た際に即戦力となり得る実践的な科目に焦点を置いていた。
1828年に校名をアンダーソニアン大学（Andersonian University）に改名。1887年に英国大学法の改正により校名の変更を求められ、1912年に王立技術専門大学校（Royal Technical College）に改名。その後1956年に理学と工学に特化する方針決定に伴い、校名を王立科学技術専門大学校（Royal College of Science and Technology）に改名した。
1964年にサムエル・カルマン総長の元、英国大学法に則った専門大学校から大学へのステータス更新が行われ、校名をストラスクライド大学（University of Strathclyde）に改名。同時にスコットランド商業専門学校（Scottish College of Commerce）を吸収合併。1993年にジョーダンヒル教育専門学校（Jordanhill College of Education）を吸収合併した。
1964年当初は4000人だった学生も2003年には20,000人を超えた。
2015年には女王エリザベス2世によって新しく、科学技術の推進を目的としたストラスクライド大学テクノロジーイノベーションセンター（University of Strathclyde Technology and Innovation Centre 〈TIC〉）が開設された。

## キャンパス

### ジョーダンヒルキャンパス
1993年から2013年にかけて、教育学部が置かれた。ジョーダンヒル・カレッジを参照。

### ジム

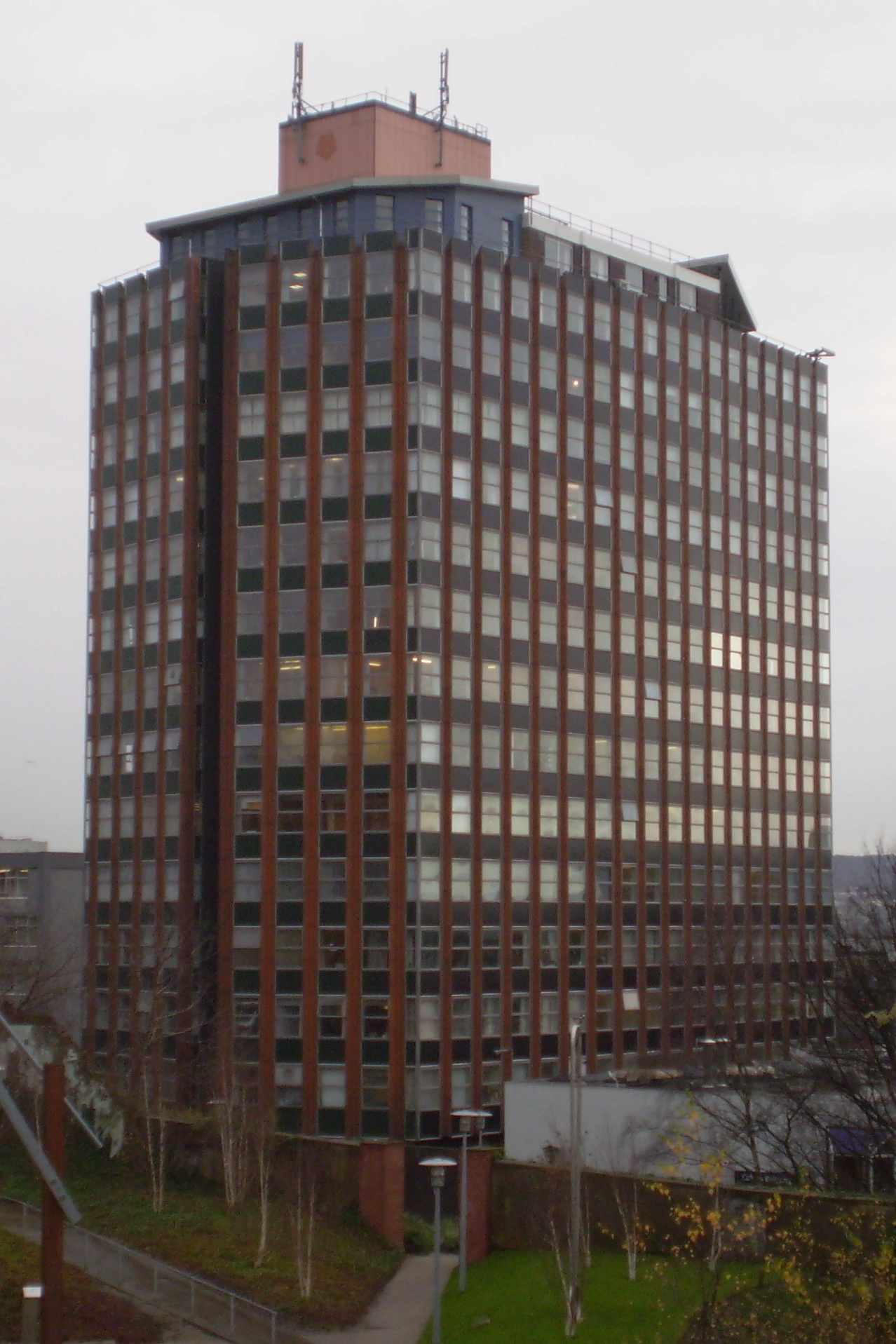
LivTower
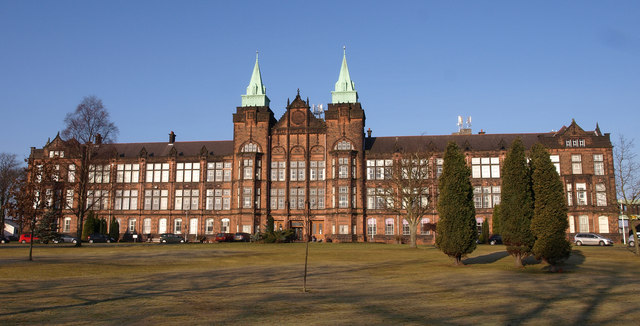
ジョーダンヒルキャンパス
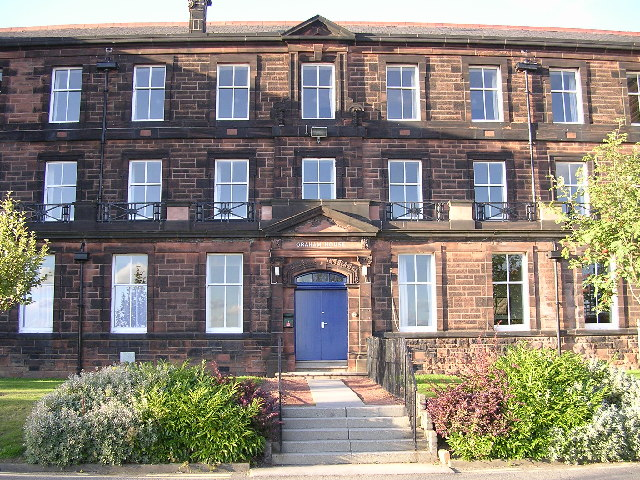
グラハムハウス
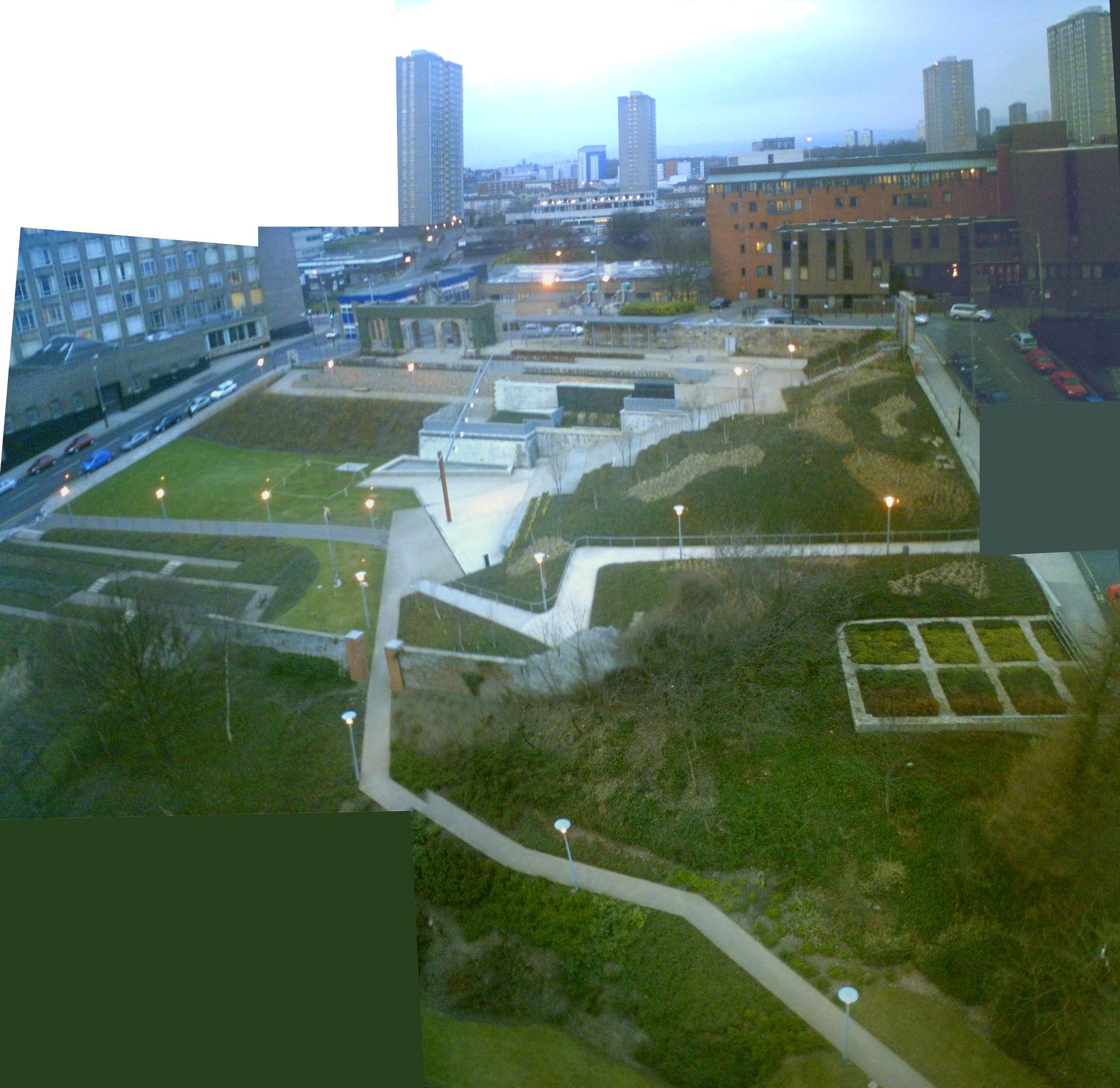
Rottenrow Gardens

## 学部学科

### 工学部
- 建築学科
- 生命工学科
- 化学プロセス工学科
- 都市環境学科
- デザイン工学科
- 電気電子工学科
- 機械航空宇宙学科
- 人間工学科
- 海洋建築工学科

### 理学部
- 化学科
- 情報学科
- 数学科
- 物理学科
- 薬学科

### 人文学部
- 社会学科
- 教育学科
- 地政学科
- 文学科
- 法学科
- 心理学科
- 福祉学科

### ビジネススクール
- 会計学科
- 経済学科
- 人材管理学科
- 起業学科
- マネジメント学科
- マーケティング学科
- 経営戦略学科

## 著名な関係者
- トーマス・グレアム
- リチャード・モーガン
- ジョン・アンダーソン
- サムエル・カルマン
- ジェームズ・マクドナルド
- ローレン・メイベリー（英語: Lauren Mayberry）
- クレイグ・ポロック